# Роберт де Ниро старији
Роберт Хенри Боб де Ниро (Њујорк, 3. мај 1922 – Њујорк, 3. мај 1993), познатији као Роберт Де Ниро старији, је био амерички уметник и отац глумца Роберта де Нира.

## Биографија

### Детињство и младост
Боб Де Ниро је рођен у Сиракузи, у Њујорку, од мајке Хелен М. (рођена О'Рајли; 1899–1999). Хеленина мајка је била Мери Е. Бернс (рођена од Џона и Мери Бернс), а њен отац је био Денис Френсис О'Рајли, рођен од Дундрумове Елен Хол, друге жене Едварда О'Рајлија. Раније је постојала забуна око Денисовог материнства, за његову мајку се раније мислило да је Едвардова друга жена Маргарет.
Де Ниров италијанско-амерички отац, Хенри Мартин Де Ниро (1897–1976), рођен је од родитеља који су емигрирали из Ферацана 1887, Анђелине Меркурио и Ђованија Ди Нира.
Боб је био најстарији од троје деце; он и брат Џон и сестра Џоан одрасли су у Сиракузи. Де Ниро је студирао на Блек маунтин колеџу код Јозефа Алберса од 1939. до 1940. Док Алберсов високо аналитички приступ сликарству није привукао Де Ниров инстинктивнији стил, искуство и међународна перспектива мајстора Баухауса су ипак оставили трајан утисак. Де Ниро је студирао са Хансом Хофманом у његовој летњој школи Провинцтаун, Масачусетсу. Хофманово учење о апстрактном експресионизму и кубистичком формализму имало је снажан утицај на Де Ниров развој као зрелог уметника.
У Хофмановој летњој школи упознао је колегиницу Вирџинију Адмирал, са којом се оженио 1942. Пар се преселио у велико, прозрачно поткровље у њујоршком Гринвич Вилеџу, где су могли да сликају. Окружили су се славним кругом пријатеља, попут Хенрија Милера, драматурга Тенесија Вилијамса и глумицу и познату берлинску плесачицу Валеску Герт. Адмирал и Де Ниро су се раздвојили убрзо након што је њихов син Роберт Ентони Де Ниро рођен у августу 1943. након што се де Ниро старији изјаснио као геј. Године 1944. Де Ниро је имао везу са песником Робертом Данканом.
Након студија са Хансом Хофманом у Њујорку и Провинстауну и Јозефом Алберсом на колеџу Блек Маунтин у Северној Каролини касних 1930-их и раних 1940-их, Де Ниро је пет година радио у легендарном Музеју необјективне уметности Хиле Ребеј. Године 1945. био је укључен у групну изложбу у Уметности овог века Пеги Гугенхајм у Њујорку, која је била водећа галерија за уметност етаблираних европских модерниста и чланова групе апстрактних експресиониста у настајању као што су Џексон Полок, Марк Ротко, Роберт Мазервел и Клифорд Стил. Де Ниро је имао своју прву самосталну изложбу у Гугенхајмовој галерији у априлу и мају следеће године. У том тренутку је првенствено радио на апстрактан начин, често са фигуралним референцама. Велики део његовог дела из овог периода изгубљен је у пожару у студију 1949.
Де Ниро је имао серију самосталних изложби 1950-их у Галерији Чарлс Иган у Њујорку, на којој су били изложени радови Вилема де Кунинга и других раних апстрактних експресионистичких уметника. Критичари су хвалили ДеНирове композиције испуњене импровизованим областима живих боја које су уступиле место слободно насликаним мртвим природама и актовима са облинама. До средине 1950-их, Де Ниро је редовно био укључен у важне групне изложбе као што су Whitney Annual, the Stable Annual, и Jewish Museum.. Добио је награду Фондације Longview 1958. године.
Од 1961. до 1964. Де Ниро је путовао у Француску да би сликао у Паризу и околини. Колекционар Џозеф Хиршхорн купио је известан број уметникових слика и радова на папиру током овог периода од де Нировог галеристе Вирџиније Забриски, који се сада налазе у сталној колекцији Хиршхорн музеја и баште скулптура у Вашингтону. У 2015. години, одређени број де Нирових слика је продат у аукцијској кући Christie's по налогу повереника Хиршхорн музеја и баште скулптура у корист његовог програма набавке. Године 1968. добио је Гугенхајмову стипендију.

### Каснији радови
Током 1970-их и 1980-их, де Ниро је наставио да излаже у музејима и галеријама широм Сједињених Држава, укључујући Њујорк, Сан Франциско, Канзас Сити, Лос Анђелес и Вашингтон. Предавао је у неколико уметничких школа и колеџа, укључујући њујоршки студио, Купер Унион, Нова школа за друштвена истраживања и Школа визуелних уметности. Де Ниро је био гостујући уметник на одсеку за уметност Универзитета Мичиген у пролеће 1974.

### Смрт и наслеђе
Де Ниро старији је умро од рака ујутро 3. маја 1993. (свој 71. рођендан), у свом дому на Менхетну. Сахрањен је на гробљу Кенсико у Валхали, Њујорк.
Филм A Bronx Tale из 1993. посвећен је Де Ниру након његове смрти; био је то редитељски деби његовог сина, Роберта Ентонија Де Нира.
Роберт Ентони Де Ниро је 2010. године најавио стварање награде Роберт Де Ниро старији, годишње награде од 25.000 долара којом управља Трајбека филмски институт и коју финансира Роберт Ентони Де Ниро, а која се „фокусира на америчког уметника у средини каријере посвећеног потрази за изврсности и иновације у сликарству." Ранији победници су Стенли Витни, Џојс Пенсато, Кетрин Марфи и Лора Овенс.
Де Ниро старији је тема кратког документарног филма Remembering the Artist из 2014. Према Роберту Ентонију Де Ниру, „Помисао на оно што је урадио, на сав свој рад, не могу да се не побринем да се то задржи и запамти... Зато само желим да видим како он добије своје. То је моја одговорност и увек је говорио да се уметници увек препознају након што их одавно нема.“